# Hanns Martin Schleyer
 (mai 2025).
Si vous disposez d'ouvrages ou d'articles de référence ou si vous connaissez des sites web de qualité traitant du thème abordé ici, merci de compléter l'article en donnant les références utiles à sa vérifiabilité et en les liant à la section « Notes et références ».
Hanns Martin Schleyer, né le 1er mai 1915 et mort le 18 octobre 1977 à la suite de son enlèvement par la Fraction armée rouge, est un ancien militaire nazi et cadre de l'industrie allemand. Il a été le représentant du patronat allemand.

## Biographie

### Jeunesse et engagement national-socialiste
Après un passage dans les jeunesses hitlériennes, Hanns Martin Schleyer rejoint les SS en 1933, devenant Untersturmführer (sous-lieutenant). En 1935, il accuse son groupe estudiantin de manquer d'« esprit national-socialiste », et quitte celui-ci lorsque l'organisation Kösener SC refuse d'exclure les Juifs.
Il rejoint le Parti nazi en 1937 toujours comme sous-lieutenant.
Président du corps étudiant à l'université de Heidelberg, il obtient ensuite le même poste à l'université d'Innsbruck après l'Anschluss.

### Mariage
En 1939, il se marie avec Waltrude Ketterer (1916-2008), la fille du conseiller de Munich et Obergruppenführer SA Emil Ketterer. Ils ont quatre fils.

### Seconde Guerre mondiale
Quand la Tchécoslovaquie est occupée par les Allemands, c’est lui qui assure la direction économique des territoires occupés. Il fait partie des responsables de la politique d’extermination en Tchécoslovaquie occupée.

### Après-guerre
Début mai 1945, il quitte Prague et fuit chez ses parents à Constance. Il y est arrêté le 18 juillet par des soldats français et transféré dans une prison américaine de prisonniers de guerre.
Du fait de son grade de Untersturmführer, il est interné trois ans dans le land de Bade ; il est libéré le 24 avril 1948. 
Après sa libération, il travaille encore quelque temps pour l'armée française à la Direction des bases aériennes de la Base 139 de Lahr.

### Carrière entrepreneuriale
Le 1er mars 1949, Schleyer entre comme rapporteur à la chambre de commerce et d'industrie de Baden-Baden.
En 1951, il rejoint Daimler-Benz, où il gravit tous les échelons de la hiérarchie jusqu'au conseil d'administration, dont il devient président à la fin des années 1960. Dans le même temps, il devient responsable de plusieurs organisations patronales.

### Enlèvement et assassinat
Le 5 septembre 1977, il est enlevé à Cologne par la Fraction armée rouge. Son chauffeur, son garde du corps et deux policiers sont tués pendant l'enlèvement.
Le 19 octobre, le groupe envoie ce message au quotidien Libération :

« Après 43 jours, nous avons mis fin à l'existence misérable et corrompue de Hanns-Martin Schleyer.

Schmidt, qui dans son calcul a depuis le début spéculé avec la mort de Schleyer, peut en prendre livraison rue Charles-Péguy à Mulhouse.

Sa mort est sans commune mesure avec notre douleur après le massacre de Mogadiscio.

Nous ne sommes pas étonnés par la dramaturgie fasciste des impérialistes pour détruire les mouvements de libération.
Le combat ne fait que commencer.
Commando Siegfried Hausner »

## Dans la fiction
L'enlèvement de Schleyer est plusieurs fois évoqué dans le roman Équilibre de la terreur (Vic St Val), publié en 1978.
Cet enlèvement est aussi évoqué dans L'Oiselier de Daniel de Roulet qui rapproche ce fait avec les mouvements autonomistes jurassiens, sans toutefois les associer directement.
Marguerite Duras dans L'Été 80 évoque Schleyer à la suite de Maury-Laribière, dans un plaidoyer contre la peine de mort, elle écrit : « Je ne tue personne, même pas Schleyer, même pas ceux qui tuent, jamais. »
Son enlèvement est aussi évoqué dans le roman Il est de retour de Timur Vermes.[réf. nécessaire]
Dans le film La Bande à Baader (2008), son rôle est interprété par Bernd Stegemann.